# ۳۰۷۷ هندرسون
سیارک ۳۰۷۷ (به انگلیسی: 3077 Henderson، نامگذاری:1982SK) سه هزار و هفتاد و هفتمین سیارک کشف شده‌است که در ۲۲ سپتامبر ۱۹۸۲ کشف شد.
قدر مطلق سیارک برابر ۱۲٫۷۰ است.